# 邓洵武
邓洵武（1055年—1121年），字子常，北宋成都府双流县（今四川省成都市双流区）。邓绾次子，邓洵仁之弟。宋徽宗时尚书右丞、尚书左丞、中书侍郎。
宋神宗熙宁年间进士，担任汝阳主簿。宋哲宗绍圣年间，被宋哲宗召对，担任秘书省正字、校书郎、国史院编修官，撰修《神宗史》。元符二年（1099年），议论专攻击蔡卞，诋诬高太后，转任迁起居舍人。宋徽宗初年，邓洵武被蔡京推荐，他被恢复史职，改秘书少监，于是邓洵武献“爱莫助之图”，力荐蔡京为宰相。进中书舍人、给事中兼侍讲，修撰《哲宗实录》，转任吏部侍郎。官至户部尚书、刑部尚书。崇宁三年（1104年），官拜尚书右丞。大观元年（1107年），转任尚书左丞、中书侍郎。政和三年（1113年）因事出知随州，提举明道宫，复官为端明殿学士，知亳州、河南府。召为中太一宫使，转任观文殿学士、大名尹。仿陕西弓箭手制，募边民为兵，置所司教以战阵，劝以耕牧，镇抚五溪蛮。政和六年（1116年）知枢密院事。宣和元年（1119年），转任特进，拜少保，封莘国公。宣和三年（1121年），邓洵武卒，赠太傅，谥号文简。